# Maria Formosa (Pula)

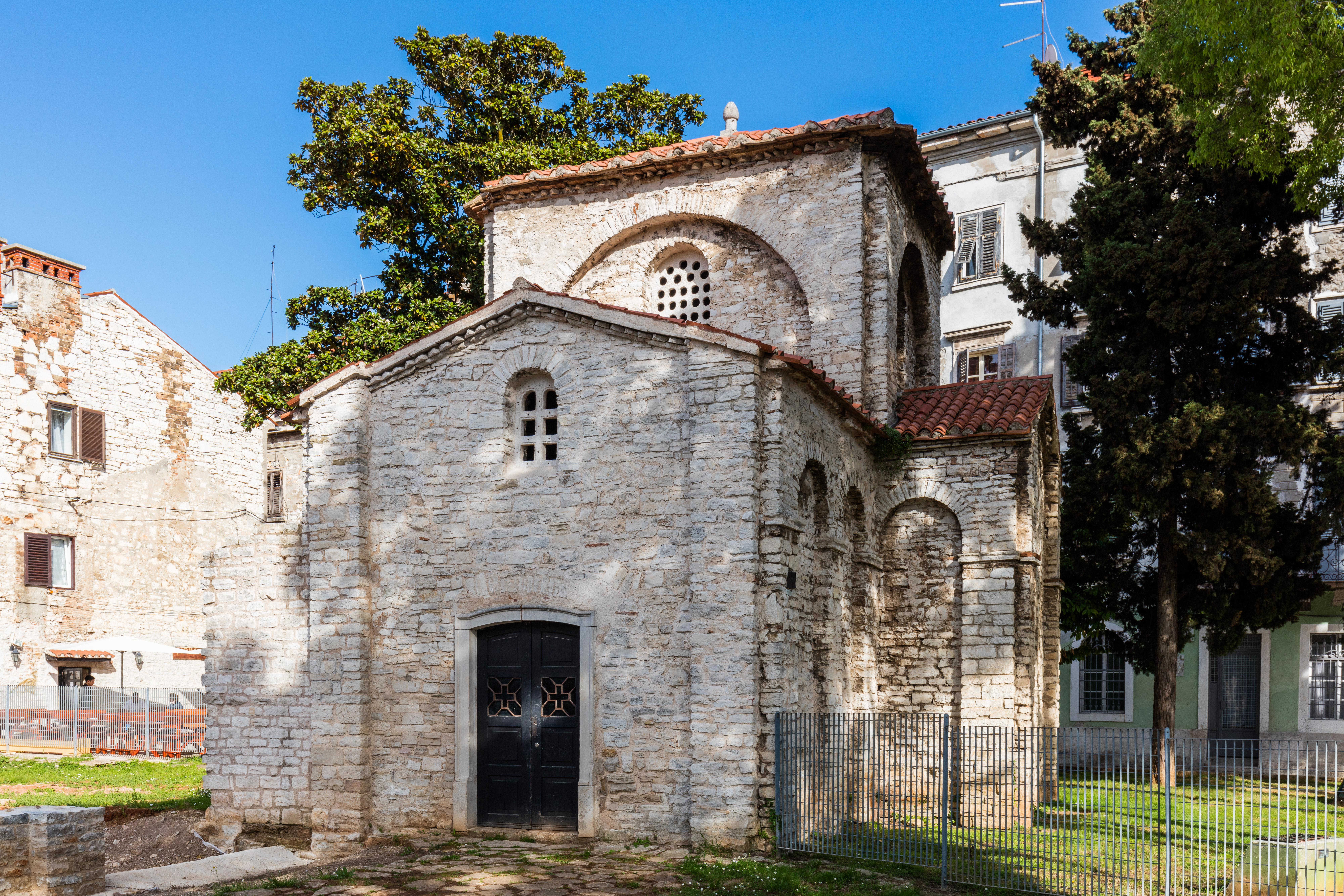
Kirche Maria Formosa in Pula

Die frühchristliche Kirche Maria Formosa in Pula, einer Stadt in Kroatien, wurde im 6. Jahrhundert errichtet. Die Kirche ist ein geschütztes Kulturdenkmal.
Die Kirche war ein Teil der im 16. Jahrhundert zerstörten Benediktinerabtei. Der Boden und die Wände waren mit Mosaiken geschmückt, deren Reste sich im Archäologischen Museum Istriens in Pula befinden. 
Hier und in anderen Orten wurden unter dem Einfluss Norditaliens Standardgrundrisse für Basiliken ausgeführt, die durch eine polygonale Apsis gekennzeichnet sind. 